# Бешта, Пётр Петрович
Пётр Петрович Бешта (укр. Петро Петрович Бешта; род. 23 марта 1975, Луцк) — украинский дипломат. Чрезвычайный и полномочный посол Украины в Словении с 21 декабря 2024 года. Чрезвычайный и полномочный посол Украины в Литве (2022—2024).

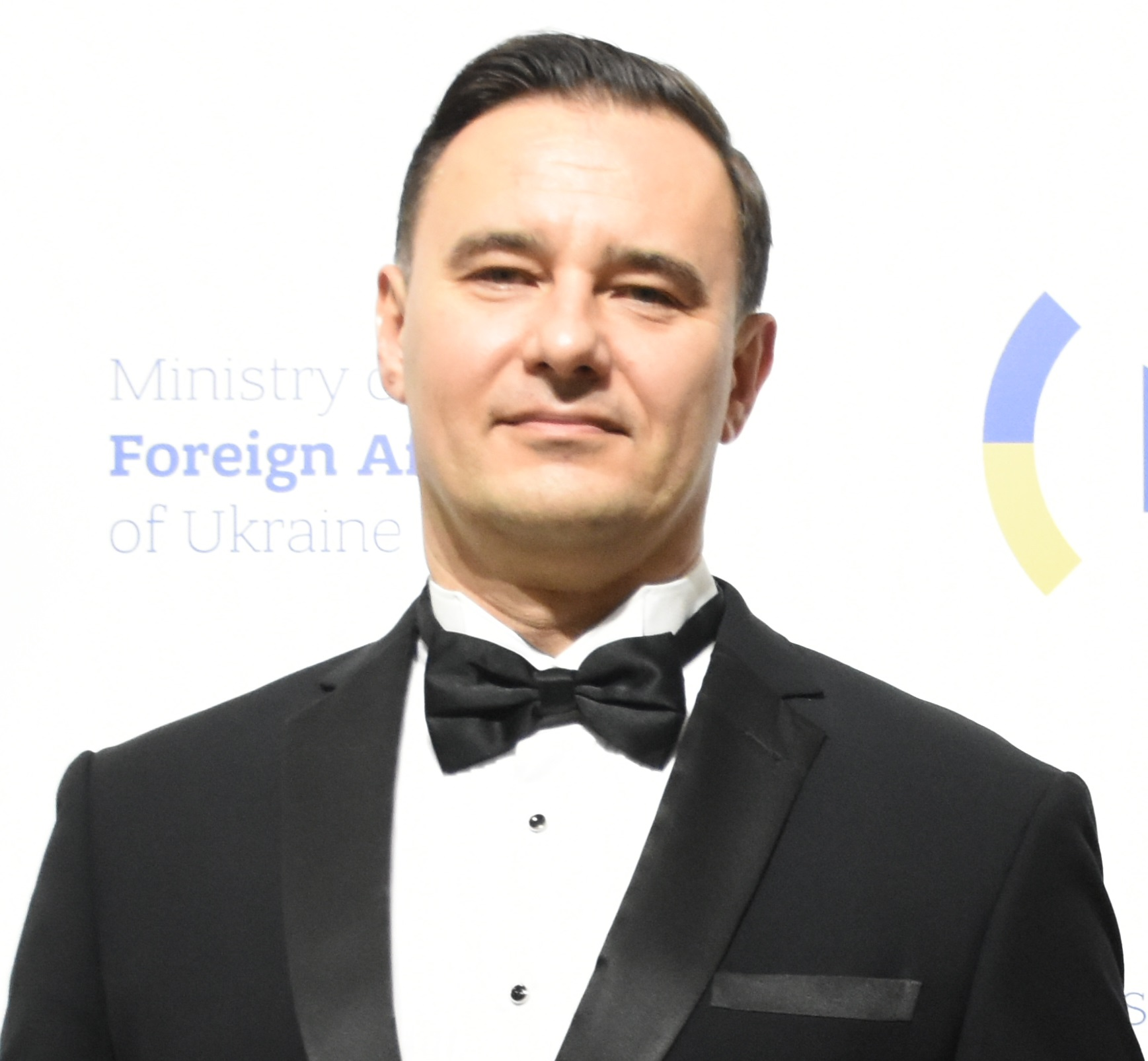

## Биография
Родился 23 марта 1975 года в городе Луцк. В 1997 году с отличием окончил факультет международных отношений Львовского национального университета имени Ивана Франко. В марте 2020 года завершил программу «стратегическое лидерство в секторе безопасности и обороны Украины» Киево-Могилянской бизнес-школы и получил квалификацию в области знаний «управление и администрирование».
На дипломатической службе с 1997 года. До назначения должность Чрезвычайного и Полномочного Посла Украины в Литовской Республике работал генеральным директором политического директората Министерства иностранных дел Украины, был секретарём организационного комитета саммита Крымской платформы. Также работал на должностях заместителя директора политического департамента МИД Украины, заместителя постоянного представителя Украины при Отделении ООН и других международных организациях в Женеве, ранее был главным консультантом главной Службы внешней политики, референтом Президента Украины, заместителем руководителя Секретариата Президента Украины Виктора Ющенко.
С 14 января 2022 по 21 декабря 2024 года — чрезвычайный и полномочный посол Украины в Литовской Республике.
С 21 декабря 2024 года — чрезвычайный и полномочный посол Украины в Республике Словения.

## Личная жизнь
Женат, имеет дочь.
Владеет английским, сербским, хорватским, немецким языками.

## Дипломатический ранг
- Чрезвычайный и Полномочный Посланник первого класса (2022)[11]